# Kasterlee
Kasterlee és un municipi belga de la província d'Anvers a la regió de Flandes. Limita al nord-oest amb Vosselaar, al nord amb Turnhout, al nord-est amb Oud-Turnhout, a l'oest amb Lille, a l'est amb Retie, al sud-oest amb Herentals i Olen i al sud amb Geel.
La seva divisió administrativa està formada pels nuclis municipals del mateix Kasterlee, Lichtaart i Tielen —aquest darrer amb estació de tren pròpia de la línia regional Turnhout-Anvers.

## Evolució de la població

### Seglexix
| Any      | 1806  | 1816  | 1830  | 1846  | 1856  | 1866  | 1876  | 1880  | 1890  |
| -------- | ----- | ----- | ----- | ----- | ----- | ----- | ----- | ----- | ----- |
| Població | 1.438 | 1.514 | 1.692 | 1.957 | 1.938 | 1.904 | 1.797 | 1.755 | 1.731 |
|          |       |       |       |       |       |       |       |       |       |

### Segle XX (fins a 1976)
| Any      | 1900  | 1910  | 1920  | 1930  | 1947  | 1961  | 1970  | 1976  |  |
| -------- | ----- | ----- | ----- | ----- | ----- | ----- | ----- | ----- |  |
| Població | 1.791 | 2.036 | 2.110 | 2.457 | 3.263 | 4.570 | 5.591 | 6.431 |  |
|          |       |       |       |       |       |       |       |       |  |

### 1977 ençà
| Any       | 1977   | 1980   | 1985   | 1990   | 1995   | 2000   | 2005   |
| --------- | ------ | ------ | ------ | ------ | ------ | ------ | ------ |
| Població  | 13.596 | 14.510 | 15.113 | 15.943 | 17.115 | 17.554 | 17.899 |
| Font: NIS |        |        |        |        |        |        |        |

## Agermanaments
- Fountain Hills (Arizona)

## Habitants destacats
- Sepideh Sedaghatnia